# Lapin Agile

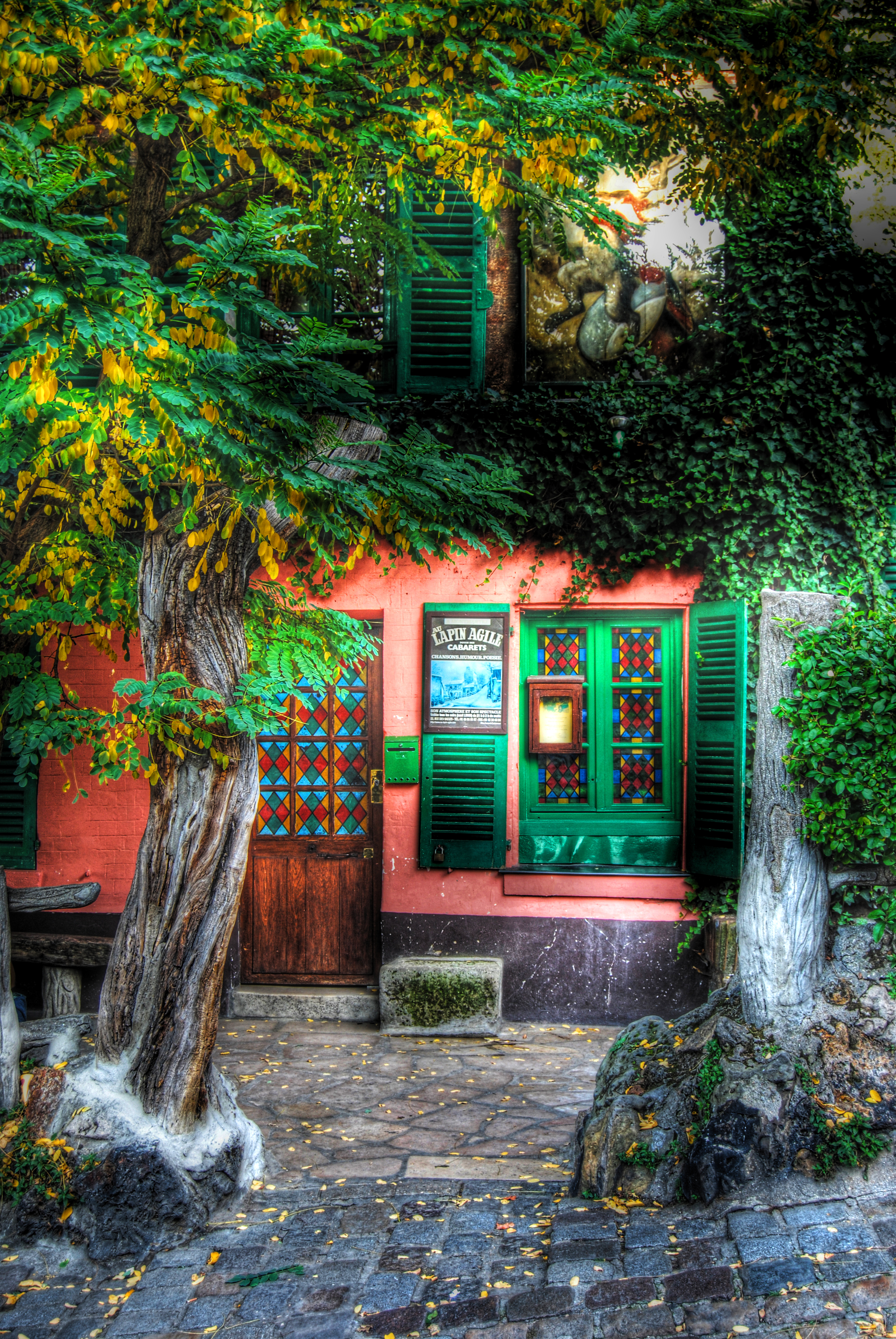
El Lapin Agile Cabaret a Montmartre

El Lapin Agile és el cabaret més antic de París. En la seva època de major esplendor, sota la direcció del músic, pintor, poeta i animador Frédéric Gerard (conegut com a Père Frédé i propietari del ruc C (que seria famós amb el nom de Joachim-Raphaël Boronali), el cabaret era freqüentat per personalitats com Guillaume Apollinaire, Francis Carco, Roland Dorgelés, Charles Dullin, Maurice Utrillo, Max Jacob, Amedeo Modigliani o Picasso.
El cabaret, que va començar dient-se Cabaret dels Assassins, deu el seu nom a un joc de paraules entre Gill i lapin (en francès conill). El 1875, el propietari va encarregar al caricaturista André Gill un emblema per al local. Gill va pintar en el mur exterior un conill en el moment d'escapar-se d'una cassola i el cabaret va començar a ser conegut amb el nom de lapin á Gill (el conill de Gill), que aviat es va transformar en lapin agile (el conill àgil). El petit edifici situat en el cim de Montmartre, en el número 22 de la Rue des Saules, en el districte 18, va ser salvat de la demolició per Aristide Bruant cap a 1900.